# Armello
Armello — цифровая ролевая стратегическая настольная игра, дебютный проект австралийской игровой студии League of Geeks. Первый анонс для iPad состоялся в сентябре 2012 года, разработка началась в середине 2011 года, над музыкой работали композиторы Лиза Джерард и Майкл Аллен. Между апрелем и маем 2014 года успешная кампания на Kickstarter обеспечила портирование для Steam, Android и Windows. Игра также получила дополнительную поддержку от государственных финансовых учреждений: Screen Australia и Film Victoria.
События игры происходят в фэнтезийном мире, населённом антропоморфными животными, из нескольких кланов которых четверо игроков могут выбрать своего героя для участия в кампании с целью стать новым правителем. В игре присутствуют элементы пошаговой настольной игры, в частности — использование игральных карт и кубиков, которые вместе с действиями игрока влияют на общее развитие событий.

## Игровой процесс
Armello является воссозданием в цифровой форме традиционной фэнтезийной настольной ролевой игры, в которой также присутствуют игральные кубики и карты, позволяющие игроку выполнять определённые действия. Игровая площадь делится на шестиугольнообразные плитки, которые содержат случайно сгенерированные features, такие как пещеры, задания, соперничающих героев или элементы экипировки. По ходу игры герои могут приобрести игровую валюту для приобретения дополнительных способностей, используя систему «дерева талантов», специфичную для каждого персонажа.
Игра использует пошаговую систему, в которой игроки могут экипироваться и получить новые навыки во время хода другого игрока, чтобы избежать простоев. Карты и кубики используются непосредственно при взаимодействии с игровым миром, и являются основой боевой системы игры. Игроки используют карты для кастования заклинаний, найма последователей, лечения ран и применения предметов, дающих специальные способности. Карты могут быть установлены на конкретных плитках как ловушки и испытания для других героев, а также применяться в бою или для формирования временных союзов. В «Armello» есть цикл дня и ночи, который влияет на свойства некоторых героев и возможность появления некоторых видов врагов.
Основным игровым режимом является сражение, представляющее собой приключение четырёх героев длительностью в два десятка ходов. Четверо игроков могут выбрать собственного героя, представляющего определённый животный клан со своими собственными преимуществами, с конечной целью штурмовать дворец и стать новым королём или королевой. Есть разные варианты победы: дождаться смерти Короля (тогда победа достанется игроку, набравшему больше всех очков престижа), самому убить короля, найти четыре волшебных кристалла, или пойти по пути Гнили. Особую роль играет тёмная субстанция Гниль, представители которой — Гады, наряду со стражниками дворца, являются одним из нейтральных существ. Проиграв схватку с Гадами, игрок может заразиться, что сильно повлияет на дальнейшую игру.

## Сюжет
Действие игры происходит в «тёмном сказочном» королевстве Армелло, населённом антропоморфными животными из множества кланов. Правящий король сошёл с ума и медленно умирает, попав под влияние тёмной силы под названием Гниль. На фоне этих событий представители разных фракций отправляются в столицу, чтобы стать новым правителем.
В начале игры игроку доступны четыре героя: волк Тейн, кролик Амбер, крыса Меркурио и медведица Сана. Немного позднее были добавлены ещё представители всех 4 кланов: крыса Зоша, волчица Ривер, медведь Бран и кролик Барнаби. Оказавшим финансовую помощь проекту на «Kickstarter» с апреля по май 2014 года также доступен «Бандитский клан»: белка, выдра, лиса и барсук. Также вышло дополнение "Клан Драконов", который представил новую расу-ящериц.

## Разработка
Armello была анонсирована в сентябре 2012 года как дебютный проект австралийской независимой студии League of Geeks, первоначально как эксклюзив для iPad, намеченный к релизу в следующем году. Первоначальная команда разработчиков состояла из четырёх директоров: Тая Кэри, Трента Кастерса, Блэйка Миззи и Яцека Тучевски, чей совокупный опыт в игровой индустрии составляет 40 лет и 50 выпущенных проектов. В работе над проектом им помогало более тридцати человек, чей труд оплачивался необычным способом: за выполненные задания им начислялись баллы (весь проект был оценен в 7000 баллов), которые потом пересчитывались в процент от прибыли после выхода игры.
Само создание игры во многом инициировал успех Грэга Касавина, выступившего продюсером игры Bastion с небольшой командой. League of Geeks начала работу над проектом после восьми месяцев создания бумажных прототипов и дополнительных 18 месяцев для доведения проекта до состояния пре-альфы. Ранняя версия игры была показана на Game Developers Conference в апреле 2013 года и позже на PAX Australia в июле.
В декабре 2011 и октябре 2013 года League of Geeks получила финансовую помощь от правительства штата Виктория в размере 25 000 долларов, которые пошли на создание трейлера игры, нового сайта в Сети, и оплату полёта на конференцию разработчиков игр (GDC) 2013 года в Сан-Франциско. В 2012 году на Sydney Film Festival было объявлено, что Armello попало в число 14 проектов, получивших дополнительную поддержку от австралийского федерального правительства посредством организации Screen Australia.
Кастерс описал жанр игры как «встречу Magic: The Gathering и Final Fantasy Tactics, Game of Thrones и Kung Fu Panda» и отметил, что в ней присутствуют элементы настольных игр, коллекционных карточных и тактических ролевых игр. Помимо этого он указал, что Armello привлечёт поклонников «Рэдволла», фильма «Тёмный кристалл» и анимационных работ Ghibli, особенно «Унесённые призраками», которая оказала серьёзное влияние на сюжет и художественное оформление игры.
В апреле 2014 года команда разработчиков запустила 30-дневный проект на Kickstarter с целью получить 200 000 австралийских долларов для полноценной работы над проектом и подготовки к выпуску на платформах Windows, OS X и Linux через сервис Steam, а позже Android и Windows tablets. Также была установлена дата релиза — март 2015 года. 8 мая 2014 года было собрано $ 305 360, а также достигнуты дополнительные цели: добавление двух платформ, языковых версий, игровых карт и зимний набор игровых фишек.
Ранний доступ к Armello на Steam был открыт 22 января 2015 года.
26 мая 2015 года была анонсирована версия для PlayStation 4. В итоге игра была выпущена 1 сентября 2015 года для платформ Microsoft Windows, OS X, Linux и PlayStation 4.

## Приём
| Сводный рейтинг | Сводный рейтинг | Сводный рейтинг | Сводный рейтинг |
| Издание         | Оценка          | Оценка          | Оценка          |
| Издание         | Switch          | PC              | PS4             |
| --------------- | --------------- | --------------- | --------------- |
| GameRankings    | 81,60 %         | 77,53 %         | 74,86 %         |

Агрегатор рецензий Metacritic на основе выставил 76 %. Британская редакция IGN дала игре 5,6 балла из 10, а PlayStation Lifestyle — 8,0 из 10
Обозреватель российской редакции IGN Александр Крыков дал игре оценку 9 баллов из 10, отметив простой и увлекательный игровой процесс. Недостатками были названы большая продолжительность ходов при игре с живыми игроками и технические проблемы.
Летом 2018 года, благодаря уязвимости в защите Steam Web API, стало известно, что точное количество пользователей сервиса Steam, которые играли в игру хотя бы один раз, составляет 565 864 человек.